# Гай Октавій (військовий трибун)
Гай Октавій (*Gaius Octavius, бл. 230 до н. е. — після 190 до н. е.) — військовий діяч часів Римської республіки.

## Життєпис
Походив з роду вершників Октавіїв. Син Гая Октавія. Брав участь у Другій пунічній війні, звитяжив 216 року до н. е. у битві при Каннах, де зміг врятуватися. Разом з військовим трибуном Публієм Семпронієм Тудітаном з невеличким загоном втік до Канузія.
205 року до н. е. призначається військовим трибуном. Діяв на Сицилії під орудою претора Луція Емілія Папа. Дожив до кінця війни, але не досяг нових посад. Після 190 року до н. е. про нього нічого невідомо.

## Родина
- Гай Октавій, еділ або претор в Велітрах